# 1997–1998-as kupagyőztesek Európa-kupája
A KEK 1997–1998-as szezonja volt a kupa 38. kiírása. A győztes az angol Chelsea FC lett, miután a döntőben 1–0-ra legyőzte a VfB Stuttgartot.

## Selejtező
| 1. csapat           | Össz. | 2. csapat                     | 1. mérk. | 2. mérk.   |
| ------------------- | ----- | ----------------------------- | -------- | ---------- |
| HB Tórshavn         | 1–7   | APÓEL                         | 1–1      | 0–6        |
| Hibernians FC       | 0–4   | Íþróttabandalag Vestmannaeyja | 0–1      | 0–3        |
| Glenavon            | 1–5   | Legia Warszawa                | 1–1      | 0–4        |
| Cwmbran             | 2–12  | FC Naţional Bucureşti         | 2–5      | 0–7        |
| Žalgiris            | 1–2   | Hapoel Be'er Sheva            | 0–0      | 1–2 (h.u.) |
| Zimbru              | 1–4   | FK Sahtar Doneck              | 1–1      | 0–3        |
| Dinaburg FC         | 2–0   | Kapaz Ganja                   | 1–0      | 1–0        |
| Kilmarnock          | 3–2   | Shelbourne FC                 | 2–1      | 1–1        |
| HJK Helsinki        | 1–3   | FK Crvena Zvezda              | 1–0      | 0–3        |
| FK Sloga Jugomagnat | 1–4   | NK Zagreb                     | 1–2      | 0–2        |
| FC Balzers          | 1–5   | BVSC-Zugló FC                 | 1–3      | 0–2        |
| Tallinna Sadam      | 2–5   | Belsina Babrujszk             | 1–1      | 1–4        |
| NK Primorje         | 3–0   | Union Luxembourg              | 2–0      | 1–0        |
| PFK Levszki Szófia  | 2–3   | Slovan Bratislava             | 1–1      | 1–2        |
| Dynamo Batumi       | 2–3   | Ararat Jerevan                | 0–3      | 2–0        |

## Első forduló
| 1. csapat                     | Össz. | 2. csapat             | 1. mérk. | 2. mérk. |
| ----------------------------- | ----- | --------------------- | -------- | -------- |
| Kocaelispor                   | 3–0   | FC Naţional Bucureşti | 2–0      | 1–0      |
| APÓEL                         | 0–4   | Sturm Graz            | 0–1      | 0–3      |
| Íþróttabandalag Vestmannaeyja | 2–5   | VfB Stuttgart         | 1–3      | 1–2      |
| Boavista FC                   | 3–4   | FK Sahtar Doneck      | 2–3      | 1–1      |
| Germinal Ekeren               | 4–3   | FK Crvena Zvezda      | 3–2      | 1–1      |
| AIK Fotboll                   | 1–2   | NK Primorje           | 0–1      | 1–1      |
| AÉK FC                        | 9–2   | Dinaburg FC           | 5–0      | 4–2      |
| SK Slavia Praha               | 6–2   | FC Lucerne            | 4–2      | 2–0      |
| Hapoel Be'er Sheva            | 1–14  | Roda JC               | 1–4      | 0–10     |
| NK Zagreb                     | 5–6   | Tromsø                | 3–2      | 2–4      |
| FC København                  | 5–0   | Ararat Jerevan        | 3–0      | 2–0      |
| Belsina Babrujszk             | 1–5   | Lokomotyiv Moszkva    | 1–2      | 0–3      |
| Chelsea                       | 4–0   | Slovan Bratislava     | 2–0      | 2–0      |
| OGC Nice                      | 4–2   | Kilmarnock            | 3–1      | 1–1      |
| Real Betis                    | 4–0   | BVSC-Zugló FC         | 2–0      | 2–0      |
| Vicenza                       | 3–1   | Legia Warszawa        | 2–0      | 1–1      |

## Második forduló
| 1. csapat             | Össz.     | 2. csapat       | 1. mérk. | 2. mérk. |
| --------------------- | --------- | --------------- | -------- | -------- |
| Tromsø                | 4–9       | Chelsea         | 3–2      | 1–7      |
| Germinal Ekeren       | 4–6       | VfB Stuttgart   | 0–4      | 4–2      |
| FK Lokomotyiv Moszkva | 2–1       | Kocaelispor     | 2–1      | 0–0      |
| FK Sahtar Doneck      | 2–5       | Vicenza Calcio  | 1–3      | 1–2      |
| Real Betis            | 3–1       | FC København    | 2–0      | 1–1      |
| AÉK FC                | 2–1       | Sturm Graz      | 2–0      | 0–1      |
| OGC Nice              | 3–3 (ig.) | SK Slavia Praha | 2–2      | 1–1      |
| NK Primorje           | 0–6       | Roda JC         | 0–2      | 0–4      |

## Negyeddöntő
| 1. csapat       | Össz. | 2. csapat             | 1. mérk. | 2. mérk. |
| --------------- | ----- | --------------------- | -------- | -------- |
| Roda JC         | 1–9   | Vicenza Calcio        | 1–4      | 0–5      |
| SK Slavia Praha | 1–3   | VfB Stuttgart         | 1–1      | 0–2      |
| AÉK FC          | 1–2   | FK Lokomotyiv Moszkva | 0–0      | 1–2      |
| Real Betis      | 2–5   | Chelsea               | 1–2      | 1–3      |

## Elődöntő
| 1. csapat     | Össz. | 2. csapat             | 1. mérk. | 2. mérk. |
| ------------- | ----- | --------------------- | -------- | -------- |
| Chelsea       | 3–2   | Vicenza Calcio        | 0–1      | 3–1      |
| VfB Stuttgart | 3–1   | FK Lokomotyiv Moszkva | 2–1      | 1–0      |

## Döntő
| 1998. május 13. |

| Chelsea  | 1–0   | Stuttgart |
| -------- | ----- | --------- |
| Zola 71' | (0–0) |           |

| Råsunda Stadion, Stockholm Nézőszám: 30 216 Játékvezető: Stefano Braschi (olasz) |

| Az 1997–1998-as kupagyőztesek Európa-kupája győztese |
| ---------------------------------------------------- |
| Chelsea FC 2. cím                                    |

## Lásd még
- 1997–1998-as UEFA-bajnokok ligája
- 1997–1998-as UEFA-kupa
- 1997-es Intertotó-kupa